# Medal Lotnika
Medal Lotnika (ang. Airman's Medal) – amerykański medal wojskowy. Ustanowiony przez Kongres 6 lipca 1960 roku. Przyznawany jest członkom amerykańskich sił powietrznych lub lotnikom państw zaprzyjaźnionych, którzy odznaczyli się heroizmem poza sytuacją bezpośredniego starcia z nieprzyjacielem.

## Statut
Medal zajmuje ósme miejsce w aktualnej precedencji amerykańskich odznaczeń wojskowych i jest równorzędny z Medalem Żołnierza, Medalem Marynarki Wojennej i Piechoty Morskiej oraz Medalem Straży Wybrzeża przyznawanymi za te same czyny osobom służącym kolejno: armii lądowej, marynarce wojennej i piechocie morskiej oraz w Straży Wybrzeża.
Medal ten przyznawany jest przede wszystkim żołnierzom, którzy narażali własne życie w celu ratowania innych osób (towarzyszy broni, osób cywilnych, jeńców wojennych) nie bezpośrednio w starciu z nieprzyjacielem; może być nadawany również w czasie pokoju. Do odznaczenia kwalifikuje się również żołnierz, którego heroiczne działania ratunkowe ostatecznie zakończyły się niepowodzeniem. Jeśli medal zostanie nadany za taki akt odwagi, za który w walce przyznany byłby Air Force Cross, odznaczony ma prawo do wyższej o 10% emerytury wojskowej (tak, jak za przyznanie AFC).

## Opis
Medal ma okrągły kształt i jest wykonany z brązu z oksydowanym wykończeniem. Awers przedstawia wizerunek Hermesa, syna Zeusa, uwalniającego amerykańskiego orła bielika. Wstążka jest koloru morskiego po bokach, z umieszczonymi po środku naprzemiennie 13 pionowymi pasami w barwach Sił Powietrznych: złotym i granatowym. Kolejne nadania medalu zaznacza się poprzez okucie w kształcie liści dębu na wstążce i baretce.